# کارلوس فینلای
کارلوس فینلای(۳ دسامبر، ۱۸۳۳– ۲۰اوت، ۱۹۱۵) متخصص اپیدمولوژی اهل کوبا بود که به خاطر پیشگامی در پژوهش در مورد تب زرد شناخته شده است، او تشخیص داد که این بیماری از طریق پشه منتقل می‌شود.